# Büren zum Hof
Büren zum Hof (toponimo tedesco) è una frazione di 463 abitanti del comune svizzero di Fraubrunnen, nel Canton Berna (regione di Berna-Altipiano svizzero, circondario di Berna-Altipiano svizzero).

## Storia

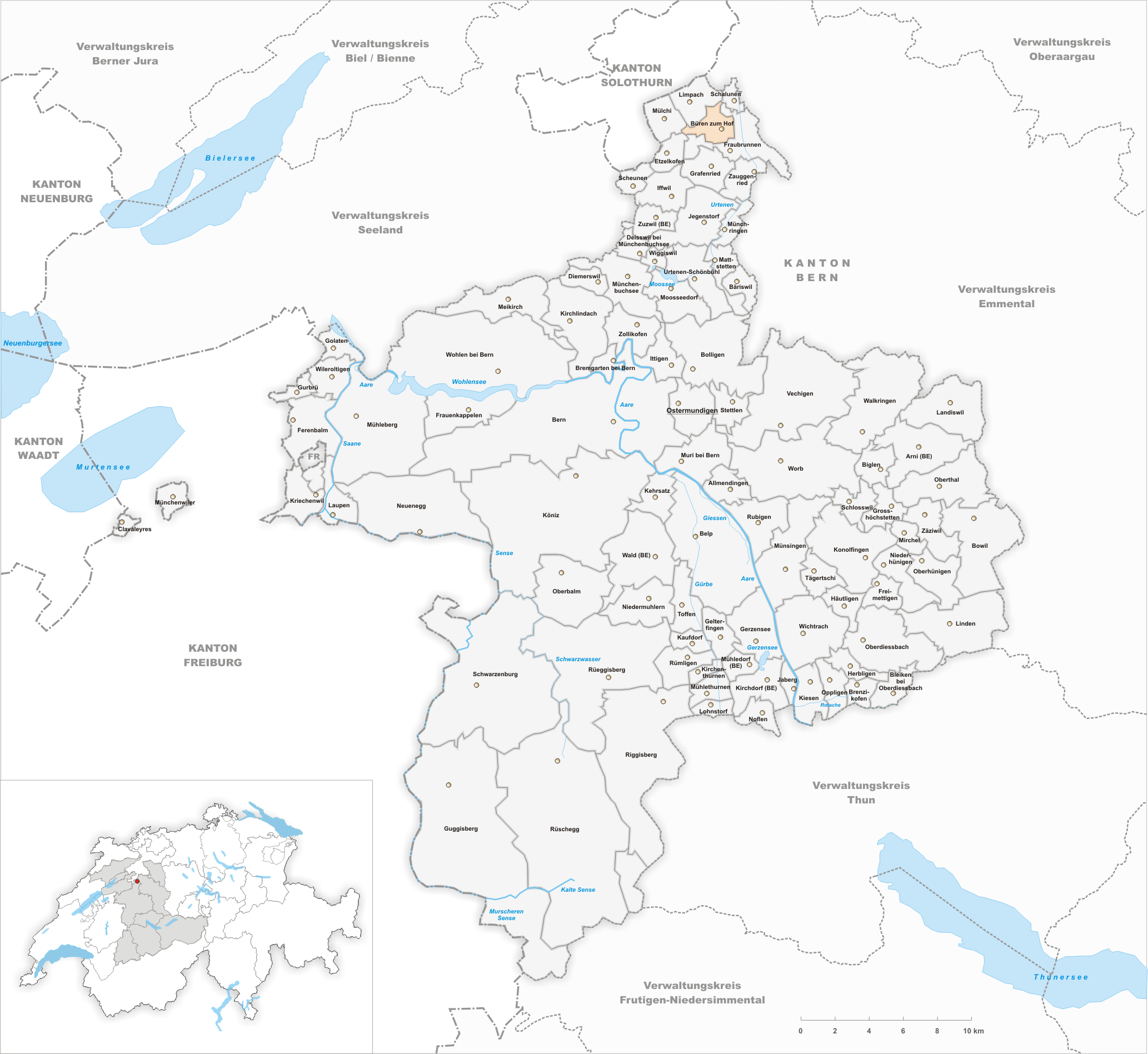
Il territorio del comune di Büren zum Hof prima degli accorpamenti comunali del 2014

Già comune autonomo che si estendeva per 3,5 km² e che comprendeva anche le frazioni di Dorzenmatten, Kapf e Speichhüsli, il 1à gennaio 2014 è stato accorpato a Fraubrunnen assieme agli altri comuni soppressi di Etzelkofen, Grafenried, Limpach, Mülchi, Schalunen e Zauggenried.

## Società

### Evoluzione demografica
L'evoluzione demografica è riportata nella seguente tabella:
Abitanti censiti

## Infrastrutture e trasporti

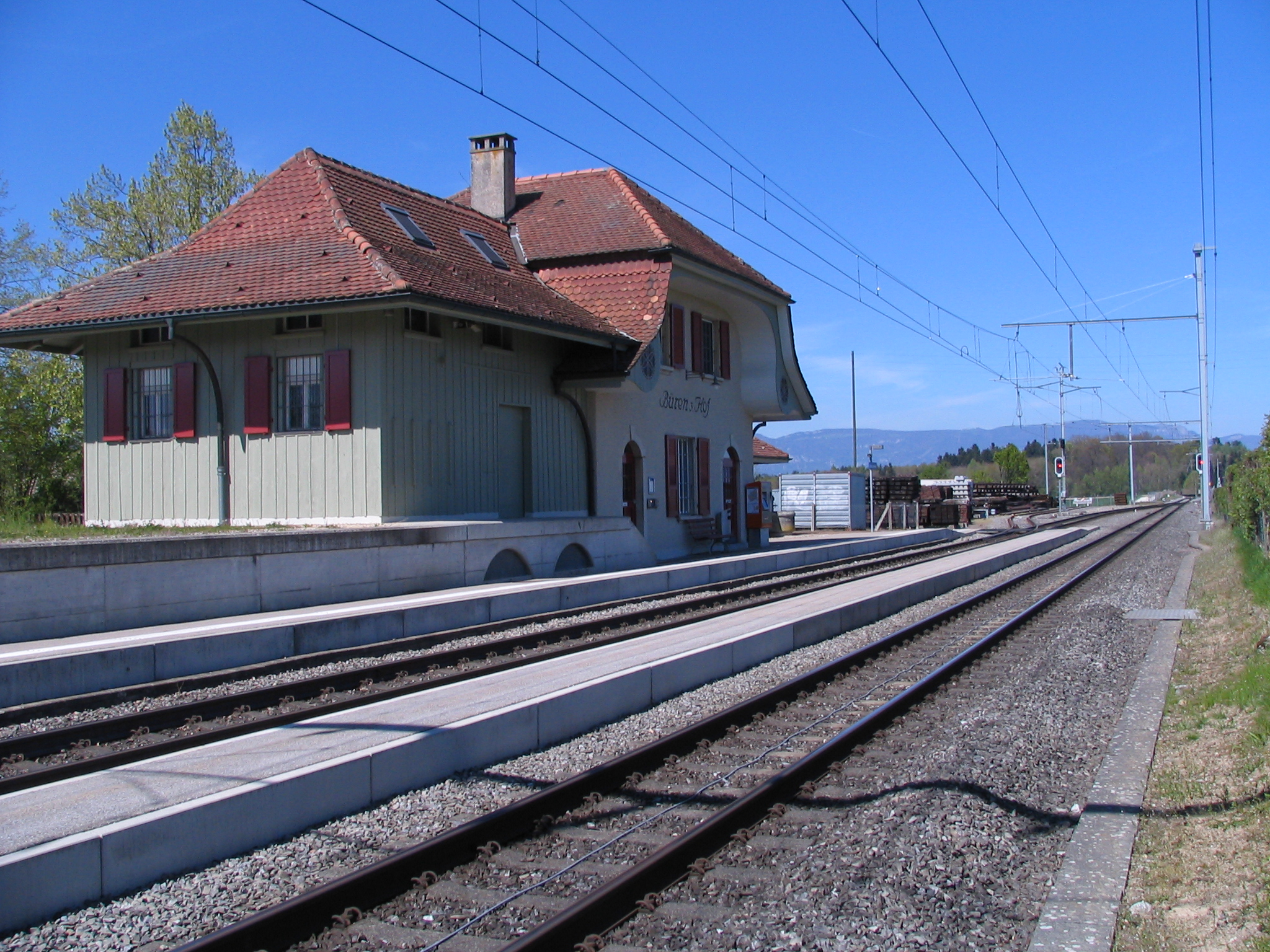
La stazione di Büren zum Hof

Büren zum Hof è servito dall'omonima stazione sulla ferrovia Soletta-Berna.

## Amministrazione
Ogni famiglia originaria del luogo fa parte del cosiddetto comune patriziale e ha la responsabilità della manutenzione di ogni bene ricadente all'interno dei confini del comune.